# ماه یشت
ماه یشت هفتمین بخش یشت در اوستا است که در آن به گونه‌ای تلویحی به ستایش ماه و نورافکنی و روشنگری او پرداخته می‌شود. ماه یشت دارای هفت بند است.

## نمونه‌هایی از ماه یشت

### بند دوم
ماه در چه هنگام در افزایش است؟
ماه در چه هنگام رو به کاهش است؟
- در پانزده روز ماه می‌افزاید. در پانزده روز ماه می‌کاهد. درازای ِزمان ِافزایش آن، برابر درازای ِزمان ِکاهش آن است.
- «از کیست که ماه می‌افزاید و دیگر باره می‌کاهد؟»

### بند چهارم
هنگامی که فروغ ماه بتابد، همیشه در بهاران گیاه سبز از زمین می‌روید.
اَندَرماه، پُرماه، ویشَپْتـَثَ.
«اَندرماه ِ» اَشَوَن، آن اَشَوَن و رَد ِاَشَه را می‌ستاییم.
«پُرماه» اَشَوَن، آن اَشَوَن و رَد ِاَشَه را می‌ستاییم.
«ویشپتث»ی اَشَوَن، آن اَشَوَن و رَد ِاَشَه را می‌ستاییم.